# 15390 Znojil
15390 Znojil eller 1997 TJ10 är en asteroid i huvudbältet som upptäcktes den 6 oktober 1997 av den tjeckiske astronomen Petr Pravec vid Ondřejov-observatoriet. Den är uppkallad efter Stelio Mancinelli Degli Esposti.